# 合口
合口(あいくち)は特定の対戦相手との相性の良し悪しを示す言葉である。大相撲などにおいて多く用いられる。
相撲は個人の実力とほぼ同程度にこの合口が影響する競技となる。大相撲において番付下位の力士にこの合口が味方する組み合わせの場合、勝敗がほぼ互角でどちらが上位かわからないような対戦成績になったり、下位が大きく勝ち越すといったことまで起こる。逆に上位に合口が味方する組み合わせの場合、10回20回と対戦を重ねても1回も勝たせない一方的な対戦となることさえある。最高位で見ると上位が横綱で下位が関脇という組み合わせに最も多いのだが、稀に番付が同じ組み合わせの例もある。
ただし、組み合わせによっては一方がこれを克服し関係が逆転することもある。

## 実例
基本的に左に勝者、右に敗者とする。下位の最高位は対戦があった当時のものとし、後に更新した者はそれを記す。対戦回数が少ない場合は偶然が強い影響を持つため10回以上対戦しているものを対象とする。

### 下位有利
流石にここには完封記録は無いので、下位が勝ち越しているか同成績のものとする。なお、上位側が最高位在位中に対戦があるもののみとする。上位側が昇進後負けなしの場合及び、陥落後に成績が逆転及び同成績の場合はそれを記す。大関対横綱については勝率5割前後は珍しくないため6割以上が対象。
- 若ノ海周治（小結） 9-3 松登晟郎（大関）
- 三重ノ海剛司（関脇） 11-7 琴櫻傑將（横綱）　三重ノ海は後に横綱に昇進。
- 千代の富士貢（関脇） 8-4 増位山太志郞（大関）　千代の富士は後に横綱に昇進。
- 栃赤城雅男（関脇） 8-7 千代の富士貢（横綱）　千代の富士の横綱昇進後は２戦全勝。
- 朝潮太郎（大関） 13-7 北の湖敏満（横綱）
- 板井圭介（小結） 8-8 大乃国康（横綱）
- 板井圭介（小結） 11-9 霧島一博（大関）
- 佐田の海鴻嗣（小結） 8-8 北天佑勝彦（大関）
- 水戸泉政人（関脇） 7-6 北天佑勝彦（大関）
- 琴ヶ梅剛史（関脇） 10-5 朝潮太郎（大関）
- 両国梶之助（小結） 7-7 霧島一博（大関）
- 安芸乃島勝巳（関脇） 12-8 旭富士正也（横綱）
- 安芸乃島勝巳（関脇） 25-10 小錦八十吉（大関）
- 安芸乃島勝巳（関脇） 6-6 北天佑勝彦（大関）
- 久島海啓太（前頭１） 9-7 霧島一博（大関）　霧島の大関陥落後に逆転。
- 琴錦功宗（関脇） 12-12 小錦八十吉（大関）　小錦の大関陥落後に同成績。
- 貴闘力忠茂（関脇） 10-10 霧島一博（大関）　霧島の大関陥落後に同成績。
- 貴闘力忠茂（関脇） 12-12 小錦八十吉（大関）　小錦の大関陥落後に同成績。
- 大翔鳳昌巳（小結） 8-6 小錦八十吉（大関）　小錦の大関陥落後に逆転。
- 若翔洋俊一（関脇） 7-6 小錦八十吉（大関）　小錦の大関陥落後に逆転。
- 和歌乃山洋（小結） 6-6 貴ノ浪貞博（大関）　貴ノ浪の大関陥落後に同成績。
- 剣晃敏志（小結） 9-9 貴ノ浪貞博（大関）
- 土佐ノ海敏生（関脇） 15-12 雅山哲士（大関）
- 土佐ノ海敏生（関脇） 18-17 武双山正士（大関）
- 旭天鵬勝（関脇）14-10 出島武春（大関）　出島の大関陥落後に逆転。
- 旭天鵬勝（関脇） 12-11 武双山正士（大関）
- 若の里忍（関脇） 9-5 琴欧洲勝紀（大関）
- 若の里忍（関脇） 13-5 貴ノ浪貞博（大関）　貴ノ浪の大関陥落後に逆転。
- 若の里忍（関脇） 18-14 出島武春（大関）
- 若の里忍（関脇） 20-16 雅山哲士（大関）　雅山の大関陥落後に逆転。
- 闘牙進（小結） 10-3 貴ノ浪貞博（大関）
- 闘牙進（小結） 7-5 雅山哲士（大関）
- 隆乃若勇紀（関脇） 6-6 出島武春（大関）　出島の大関陥落後に同成績。
- 隆乃若勇紀（関脇） 6-5 雅山哲士（大関）
- 琴光喜啓司（関脇） 14-10 栃東大裕（大関）　琴光喜は後に大関に昇進。
- 琴光喜啓司（関脇） 10-7 武双山正士（大関）　琴光喜は後に大関に昇進。
- 安美錦竜児（関脇） 19-18 琴欧洲勝紀（大関）
- 岩木山竜太（小結） 8-7 琴光喜啓司（大関）　琴光喜の大関昇進後は１勝。
- 黒海太（小結） 8-6 魁皇博之（大関）
- 時天空慶晃（小結） 16-7 琴奨菊和弘（大関）　琴奨菊の大関昇進後は３戦全勝。
- 露鵬幸生（小結） 6-5 琴欧洲勝紀（大関）
- 豊ノ島大樹（関脇） 8-7 魁皇博之（大関）
- 豊ノ島大樹（関脇） 15-15 琴欧洲勝紀（大関）
- 稀勢の里寛（関脇） 16-12 魁皇博之（大関）　稀勢の里は後に横綱に昇進。
- 稀勢の里寛（関脇） 12-11 琴光喜啓司（大関）　稀勢の里は後に横綱に昇進。
- 鶴竜力三郎（関脇） 10-6 魁皇博之（大関）　鶴竜は後に横綱に昇進。
- 栃煌山雄一郎（関脇） 13-10 琴欧洲勝紀（大関）
- 豪栄道豪太郎（関脇） 6-5 魁皇博之（大関）　豪栄道は後に大関に昇進。
- 豪栄道豪太郎（関脇） 6-5 琴光喜啓司（大関）　豪栄道は後に大関に昇進。
- 松鳳山裕也（小結） 8-2 琴欧洲勝紀（大関）
- 隠岐の海歩（小結） 7-3 琴欧洲勝紀（大関）　隠岐の海は後に関脇に昇進。

### 上位有利
完封記録（太字は対戦20回以上。）
○上位の最高位が横綱
- 栃木山守也（横綱） 10-0 紅葉川孝市（小結）
- 常ノ花寛市（大関） 10-0 紅葉川孝市（小結）　常ノ花は後に横綱に昇進。
- 玉錦三右エ門（横綱） 16-0 吉野山要次郎（前頭１）
- 武藏山武（大関） 10-0 若葉山鐘（小結）　武藏山は後に横綱に昇進。
- 双葉山定次（横綱） 17-0 笠置山勝一（関脇）　年6場所制以前の最多記録。当時は年2場所制。
- 双葉山定次（横綱） 10-0 相模川佶延（関脇）
- 双葉山定次（横綱） 15-0 出羽湊利吉（関脇）
- 羽黒山政司（横綱） 11-0 鹿嶌洋起市（前頭１）
- 羽黒山政司（横綱） 11-0 櫻錦利一（小結）
- 羽黒山政司（横綱） 13-0 汐ノ海運右エ門（大関）　史上初めて大関が10戦以上の完封を許した。
- 千代の山雅信（横綱） 10-0 若葉山貞雄（小結）
- 吉葉山潤之輔（大関） 10-0 琴錦登（小結）　吉葉山は後に横綱に昇進。
- 栃錦清隆（横綱） 10-0 潮錦義秋（小結）
- 若乃花幹士（横綱） 15-0 潮錦義秋（小結）
- 柏戸剛（横綱） 10-0 羽黒花統司（関脇）
- 大鵬幸喜（横綱） 21-0 安念山治（関脇）　当時の最多記録。敗者が幕内優勝経験者という組み合わせに限れば現在でも最多である[注釈 1]。
- 大鵬幸喜（横綱） 11-0 高見山大五郎（関脇）
- 大鵬幸喜（横綱） 11-0 若見山幸平（関脇）
- 佐田の山晋松（横綱） 11-0 廣川泰三（小結）
- 北の富士勝昭（横綱） 10-0 若二瀬唯之（関脇）
- 輪島大士（横綱） 10-0 青葉城幸雄（小結）
- 輪島大士（横綱） 18-0 鷲羽山佳和（関脇）
- 北の湖敏満（横綱） 12-0 青葉山弘年（小結）
- 北の湖敏満（横綱） 29-0 金城興福（関脇）　現在の最多記録。
- 北の湖敏満（横綱） 17-0 蔵間龍也（関脇）
- 北の湖敏満（横綱） 10-0 佐田の海鴻嗣（小結）
- 北の湖敏満（横綱） 10-0 鳳凰倶往（関脇）
- 北の湖敏満（横綱） 11-0 舛田山靖仁（関脇）
- 若乃花幹二（横綱） 10-0 青葉山弘年（小結）
- 千代の富士貢（横綱） 16-0 板井圭介（小結）
- 千代の富士貢（横綱） 15-0 陣岳隆（小結）
- 千代の富士貢（横綱） 15-0 闘竜賢二（関脇）
- 千代の富士貢（横綱） 14-0 栃乃和歌清隆（関脇）
- 千代の富士貢（横綱） 10-0 花ノ国明宏（前頭１）
- 隆の里俊英（横綱） 11-0 鳳凰倶往（関脇）入幕前の対戦1回を含む。
- 双羽黒光司（横綱） 10-0 陣岳隆（小結）
- 大乃国康（横綱） 12-0 両国梶之助（小結）
- 旭富士正也（横綱） 13-0 隆三杉太一（小結）
- 曙太郎（横綱） 11-0 水戸泉政人（関脇）
- 貴乃花光司（横綱） 11-0 旭鷲山昇（小結）
- 貴乃花光司（横綱） 11-0 雅山哲士（大関）大関が10戦以上の完封を許した2例目。
- 武蔵丸光洋（横綱） 11-0 蒼樹山秀樹（前頭１）　入幕前の対戦1回を含む。
- 武蔵丸光洋（横綱） 15-0 闘牙進（小結）
- 武蔵丸光洋（大関） 23-0 栃乃和歌清隆（関脇）　武蔵丸は後に横綱に昇進。
- 朝青龍明徳（横綱） 13-0 垣添徹（小結）
- 白鵬翔（横綱） 12-0 阿覧欧虎（関脇）
- 白鵬翔（横綱） 13-0 魁聖一郎（関脇）
- 白鵬翔（横綱） 15-0 松鳳山裕也（小結）
- 白鵬翔（横綱） 17-0 豊真将紀行（小結）
- 白鵬翔（横綱） 11-0 北勝力英樹（関脇）
- 白鵬翔（横綱）　10-0千代大龍秀政（小結）
- 日馬富士公平（横綱） 16-0 魁聖一郎（関脇）
- 鶴竜力三郎（横綱） 15-0 魁聖一郎（関脇）
- 鶴竜力三郎（横綱） 13-0 正代直也（関脇）
- 鶴竜力三郎（横綱） 20-0 豪風旭（関脇）
- 鶴竜力三郎（横綱） 12-0 千代大龍秀政（小結）
- 稀勢の里寛（横綱） 12-0 魁聖一郎（関脇）
- 照ノ富士春雄（横綱） 13-0 霧島鐵力（大関）
- 照ノ富士春雄（横綱） 10-0 豊昇龍智勝（大関）十両での対戦2回を含む。

○上位の最高位が大関
- 清國勝雄（大関） 10-0 若二瀬唯之（関脇）
- 貴ノ浪貞博（大関） 10-0 琴別府要平（前頭１）
- 千代大海龍二（大関） 14-0 闘牙進（小結）
- 雅山哲士（大関） 14-0 玉春日良二（関脇）
- 武双山正士（関脇） 10-0 三杉里公似（小結）　武双山は後に大関に昇進。
- 魁皇博之（大関） 11-0 岩木山竜太（小結）
- 琴欧洲勝紀（大関） 13-0 北勝力英樹（関脇）

※参考(対戦成績劣勢の力士が挙げた白星が不戦勝であるため、実際に相撲を取った結果は優勢力士の全勝。)
- 白鵬翔（横綱） 23-1 碧山亘右（関脇）
- 日馬富士公平（横綱） 12-1 勢翔太（関脇）

全勝以外の極端な勝率（勝ち側の勝率が8割以上、対戦20回以上、太字は勝率9割以上。）
○上位の最高位が横綱
- 鏡里喜代治（横綱） 26-4 出羽錦忠雄（関脇）
- 栃錦清隆（横綱） 20-2 北の洋昇（関脇）
- 栃錦清隆（横綱） 24-6 時津山仁一（関脇）
- 栃錦清隆（横綱） 23-5 松登晟郎（大関）
- 若乃花幹士（横綱） 17-3 大晃定行（小結）　入幕前の対戦1回と決定戦1回を含む。
- 若乃花幹士（横綱） 22-4 北の洋昇（関脇）　入幕前の対戦1回を含む。
- 若乃花幹士（横綱） 17-4 信夫山治貞（関脇）
- 若乃花幹士（横綱） 21-3 鶴ヶ嶺昭男（関脇）
- 若乃花幹士（横綱） 23-3 栃光正之（関脇）　栃光は後に大関に昇進。
- 若乃花幹士（横綱） 25-3 若羽黒朋明（大関）　決定戦1回を含む。
- 朝潮太郎（横綱） 22-3 若羽黒朋明（大関）
- 柏戸剛（横綱） 16-4 長谷川勝敏（関脇）
- 柏戸剛（横綱） 25-2 富士錦猛光（小結）　入幕前の対戦2回（うち1回は決定戦）を含む。
- 柏戸剛（横綱） 20-4 明武谷力伸（関脇）　入幕前の対戦3回(すべて明武谷の勝ち)と決定戦2回を含む。明武谷の残る1勝は不戦勝。
- 大鵬幸喜（横綱） 19-1 小城ノ花正昭（関脇）
- 大鵬幸喜（横綱） 21-5 海乃山勇（関脇）　入幕前の対戦1回を含む。
- 大鵬幸喜（横綱） 17-4 開隆山勘之亟（関脇）　入幕前の対戦1回を含む。
- 大鵬幸喜（横綱） 29-4 清國勝雄（大関）
- 大鵬幸喜（横綱） 22-4 琴櫻傑將（大関）　琴櫻は後に横綱に昇進。
- 大鵬幸喜（横綱） 19-1 鶴ヶ嶺昭男（関脇）
- 大鵬幸喜（横綱） 17-3 出羽錦忠雄（関脇）
- 大鵬幸喜（横綱） 24-6 栃光正之（大関）
- 大鵬幸喜（横綱） 21-2 長谷川勝敏（関脇）
- 大鵬幸喜（横綱） 27-3 富士錦猛光（小結）
- 大鵬幸喜（横綱） 28-4 豊山勝男（大関）
- 栃ノ海晃嘉（横綱） 17-3 青ノ里盛（関脇）
- 栃ノ海晃嘉（横綱） 18-4 明武谷力伸（関脇）
- 佐田の山晋松（横綱） 18-2 青ノ里盛（関脇）
- 佐田の山晋松（横綱） 19-4 開隆山勘之亟（関脇）入幕前の対戦1回を含む。
- 佐田の山晋松（横綱） 18-4 清國勝雄（関脇）　清國は後に大関に昇進。
- 佐田の山晋松（横綱） 22-5 富士錦猛光（小結）
- 玉の海正洋（横綱） 18-3 海乃山勇（関脇）
- 北の富士勝昭（横綱） 26-6 前の山太郎（大関）　決定戦1回を含む。
- 北の富士勝昭（横綱） 17-3 陸奥嵐幸雄（関脇）
- 琴櫻傑將（横綱） 20-5 福の花孝一（関脇）
- 輪島大士（横綱） 32-4 旭國斗雄（大関）　入幕前の対戦1回と決定戦1回を含む。
- 輪島大士（横綱） 19-2 大受久晃（大関）
- 輪島大士（横綱） 19-4 玉ノ富士茂（関脇）
- 北の湖敏満（横綱） 31-2 荒勢永英（関脇）
- 北の湖敏満（横綱） 20-2 巨砲丈士（関脇）
- 北の湖敏満（横綱） 28-4 麒麟児和春（関脇）
- 北の湖敏満（横綱） 20-3 琴風豪規（大関）
- 北の湖敏満（横綱） 20-3 大受久晃（大関）　大受の大関陥落後に北の湖が横綱に昇進したため、両者横綱-大関での対戦は無し。
- 北の湖敏満（横綱） 35-8 高見山大五郎（関脇）
- 北の湖敏満（横綱） 23-2 玉ノ富士茂（関脇）
- 北の湖敏満（横綱） 28-7 富士櫻栄守（関脇）
- 北の湖敏満（横綱） 23-2 豊山広光（関脇）　入幕前の対戦4回を含む。両者幕内に限ると北の湖の19戦全勝。
- 若乃花幹士（横綱） 33-3 金城興福（関脇）
- 若乃花幹士（横綱） 28-4 高見山大五郎（関脇）
- 若乃花幹士（横綱） 23-3 玉ノ富士茂（関脇）
- 若乃花幹士（横綱） 26-3 増位山太志郎（大関）
- 若乃花幹士（横綱） 18-3 鷲羽山佳和（関脇）
- 三重ノ海剛司（横綱） 18-4 豊山広光（小結）
- 千代の富士貢（横綱） 37-5 巨砲丈士（関脇）
- 千代の富士貢（横綱） 21-1 琴ヶ梅剛史（関脇）
- 千代の富士貢（横綱） 27-3 逆鉾昭廣（関脇）
- 千代の富士貢（横綱） 19-1 佐田の海鴻嗣（小結）
- 千代の富士貢（横綱） 21-3 太寿山忠明（関脇）
- 千代の富士貢（横綱） 35-4 出羽の花義貴（関脇）　入幕前の対戦4回を含む。
- 千代の富士貢（横綱） 25-3 若嶋津六夫（大関）
- 北勝海信芳（横綱） 22-3 琴ヶ梅剛史（関脇）
- 北勝海信芳（横綱） 21-2 陣岳隆（小結）
- 大乃国康（大関） 16-4 出羽の花義貴（関脇）　大乃国は後に横綱に昇進。
- 旭富士正也（大関） 22-5 朝潮太郎（大関）　旭富士は後に横綱に昇進。
- 旭富士正也（横綱） 33-6 逆鉾昭廣（関脇）
- 旭富士正也（大関） 16-4 太寿山忠明 （関脇）　旭富士は後に横綱に昇進。
- 旭富士正也（横綱） 24-2 寺尾常史（関脇）
- 曙太郎（横綱） 25-6 魁皇博之（大関）
- 曙太郎（横綱） 24-3 琴ノ若晴將（関脇）
- 曙太郎（横綱） 35-5 貴ノ浪貞博（大関）　決定戦1回を含む。
- 貴乃花光司（横綱） 35-6 琴ノ若晴將（関脇）
- 貴乃花光司（横綱） 18-4 玉春日良二（関脇）
- 武蔵丸光洋（横綱） 37-8 貴闘力忠茂（関脇）
- 武蔵丸光洋（横綱） 28-6 土佐ノ海敏生（関脇）
- 武蔵丸光洋（横綱） 17-4 栃乃洋泰一（関脇）
- 武蔵丸光洋（大関） 18-2 三杉里公似（小結）　武蔵丸は後に横綱に昇進。
- 朝青龍明徳（横綱） 36-2 旭天鵬勝（関脇）
- 朝青龍明徳（横綱） 36-9 琴光喜啓司（大関）
- 朝青龍明徳（横綱） 21-4 玉乃島新（関脇）
- 朝青龍明徳（横綱） 16-4 出島武春（大関）　出島の大関陥落後に朝青龍が横綱に昇進したため、両者横綱-大関での対戦は無し。
- 朝青龍明徳（横綱） 34-5 雅山哲士（大関）　雅山の大関陥落後に朝青龍が横綱に昇進したため、両者横綱-大関での対戦は無し。
- 白鵬翔（横綱） 37-4 安美錦竜児（関脇）
- 白鵬翔（横綱） 24-1 隠岐の海歩（関脇）
- 白鵬翔（横綱） 27-6 魁皇博之（大関）
- 白鵬翔（横綱） 28-2 旭天鵬勝（関脇）
- 白鵬翔（横綱） 38-7 豪栄道豪太郎（大関）
- 白鵬翔（横綱） 56-7 琴奨菊和弘（大関）
- 白鵬翔（横綱） 21-2 髙安晃（大関）
- 白鵬翔（横綱） 22-1 豪風旭（関脇）
- 白鵬翔（横綱） 38-2 栃煌山雄一郎（関脇）
- 白鵬翔（横綱） 27-1 栃ノ心剛史（大関）
- 白鵬翔（横綱） 32-3 豊ノ島大樹（関脇）　決定戦1回を含む。
- 白鵬翔（横綱） 25-3 把瑠都凱斗（大関）
- 白鵬翔（横綱） 24-4 雅山哲士（関脇）　決定戦1回を含む。雅山は大関陥落後。
- 白鵬翔（横綱） 20-2 妙義龍泰成（関脇）
- 日馬富士公平（横綱） 23-4 豪風旭（関脇）
- 鶴竜力三郎（横綱） 20-1 碧山亘右（関脇）
- 鶴竜力三郎（横綱） 23-4 栃ノ心剛史（大関）
- 稀勢の里寛（横綱） 18-3 隠岐の海歩（関脇）
- 稀勢の里寛（横綱） 21-5 豪風旭（関脇）
- 稀勢の里寛（大関） 16-4 雅山哲士（関脇）雅山は大関陥落後。稀勢の里は横綱に昇進

○上位の最高位が大関
- 北葉山英俊（大関） 16-4 開隆山勘之亟（関脇）
- 北葉山英俊（大関） 21-5 若秩父高明（関脇）　入幕前の対戦3回を含む。
- 豊山勝男（大関） 25-4 海乃山勇（関脇）
- 清國勝雄（大関） 25-3 福の花孝一（関脇）
- 貴ノ花利彰（大関） 19-4 金城興福（関脇）
- 貴ノ花利彰（大関） 22-1 豊山広光（小結）
- 旭國斗雄（大関） 23-5 荒勢永英（関脇）
- 旭國斗雄（大関） 18-4 豊山広光（小結）　入幕前の対戦4回を含む。
- 琴風豪規（大関） 20-5 巨砲丈士（関脇）
- 琴風豪規（大関） 21-4 麒麟児和春（関脇）　十両での対戦1回を含む。
- 若嶋津六夫（大関） 23-3 巨砲丈士（関脇）
- 若嶋津六夫（大関） 20-5 佐田の海鴻嗣（小結）　入幕前の対戦5回を含む。
- 朝潮太郎（大関） 17-3 蔵間龍也（関脇）
- 朝潮太郎（大関） 17-3 佐田の海鴻嗣（小結）
- 朝潮太郎（大関） 20-3 太寿山忠明（関脇）
- 小錦八十吉（大関） 17-4 花乃湖健（小結）　入幕前の対戦4回を含む。
- 千代大海龍二（大関） 27-5 若の里忍（関脇）
- 雅山哲士（大関） 19-3 玉乃島新（関脇）
- 魁皇博之（大関） 25-6 安芸乃島勝巳（関脇）
- 魁皇博之（大関） 34-5 旭天鵬勝（関脇）
- 栃東大裕（大関） 21-4 栃乃洋泰一（関脇）
- 琴欧洲勝紀（大関） 22-5 旭天鵬勝（関脇）
- 琴欧洲勝紀（大関） 22-5 雅山哲士（関脇）　雅山は大関陥落後。
- 把瑠都凱斗（大関） 19-4 豊ノ島大樹（関脇）　入幕前の対戦1回を含む。
- 豪栄道豪太郎（大関） 23-3 碧山亘右（関脇）

### 同じ最高位
完封記録（流石にここに横綱や大関はいない）
- 富士櫻栄守 11-0 陸奥嵐幸雄　関脇同士。
- 寺尾常史 13-0 栃司哲史　関脇同士。入幕前の対戦4回を含む。

全勝以外の極端な勝率（横綱や大関は最高位同士での対戦を経験しているもののみ）
- 双葉山定次 9-1 安藝ノ海節男　横綱同士。双葉山に1不戦勝あり。当時優勝決定戦があればもう1回対戦していた。
- 大鵬幸喜 28-6 佐田の山晋松　横綱同士。決定戦での1勝1敗と両者1回ずつの不戦勝を含む。
- 大鵬幸喜 26-5 北の富士勝昭　横綱同士。
- 太寿山忠明 18-1 多賀竜昇司　関脇同士。負けている多賀竜は優勝力士。
- 千代の富士貢 30-6 旭富士正也　横綱同士。
- 琴錦功宗 40-9 安芸乃島勝巳　関脇同士。入幕前の対戦1回を含む。
- 岩木山竜太 17-1 垣添徹　小結同士。
- 白鵬翔 44-8 鶴竜力三郎　横綱同士。決定戦2回を含む。

### 有利不利逆転
先に有利だった者を左に、後から勝つようになった者を右に記す。ここでは通算成績はあまり意味が無いので記さない。
- 豊山勝男（大関） - 佐田の山晋松（横綱）
- 麒麟児和春（関脇） - 輪島大士（横綱）
- 琴風豪規（大関） - 千代の富士貢（横綱）
- 若嶋津六夫（大関） - 旭富士正也（関脇）　旭富士は後に横綱に昇進。
- 小錦八十吉（大関） - 曙太郎（横綱）
- 小錦八十吉（大関） - 旭富士正也（横綱）
- 小錦八十吉（大関） - 貴乃花光司（横綱）
- 小錦八十吉（大関） - 武蔵丸光洋（大関）　武蔵丸は後に横綱に昇進。
- 琴錦功宗（関脇） - 曙太郎（横綱）
- 武双山正士（関脇） - 若乃花勝（横綱）　武双山は後に大関に昇進。
- 若の里忍（関脇） - 白鵬翔（横綱）
- 安美錦竜児（関脇） - 鶴竜力三郎（横綱）
- 安美錦竜児（関脇） - 稀勢の里寛（大関）　稀勢の里は後に横綱に昇進。
- 遠藤聖大（小結） - 玉鷲一朗（関脇）